# 滋賀県道293号中野新旭線
滋賀県道293号中野新旭線（しがけんどう293ごう なかのしんあさひせん）は、滋賀県高島市を通る一般県道である。

## 概要
高島市安曇川町中野から高島市新旭町安井川に至る。
県道の北西方向には、広大な面積を陸上自衛隊饗庭野演習場や航空自衛隊饗庭野分屯基地が占める。

### 路線データ
- 起点：高島市安曇川町中野（福井県道・滋賀県道23号小浜朽木高島線交点）
- 終点：高島市新旭町安井川（安井川交差点、滋賀県道38号太田安井川線終点、滋賀県道558号高島大津線交点）
- 総延長：4.5 km

## 路線状況

### バイパス
- 高島市安曇川町下古賀（広瀬橋 - 入谷川橋）

### 道路施設

#### 橋梁
- 広瀬橋（安曇川、高島市）
- 入谷川橋（入谷川、高島市）

## 地理

### 通過する自治体
- 高島市

### 交差する道路
| 交差する道路                                     | 交差する場所 | 交差する場所        |
| ------------------------------------------------ | ------------ | ------------------- |
| 福井県道・滋賀県道23号小浜朽木高島線             | 安曇川町中野 | 起点                |
| 滋賀県道38号太田安井川線 滋賀県道558号高島大津線 | 新旭町安井川 | 安井川交差点 / 終点 |

### 沿線
- 熊野神社
- NTT西日本 滋賀支店広瀬別館
- 高島市立古賀保育園
- 安曇川古賀郵便局
- 東圓寺
- 大法寺の郷碑
- 妙敬寺
- 大荒比古神社